# 行列舞

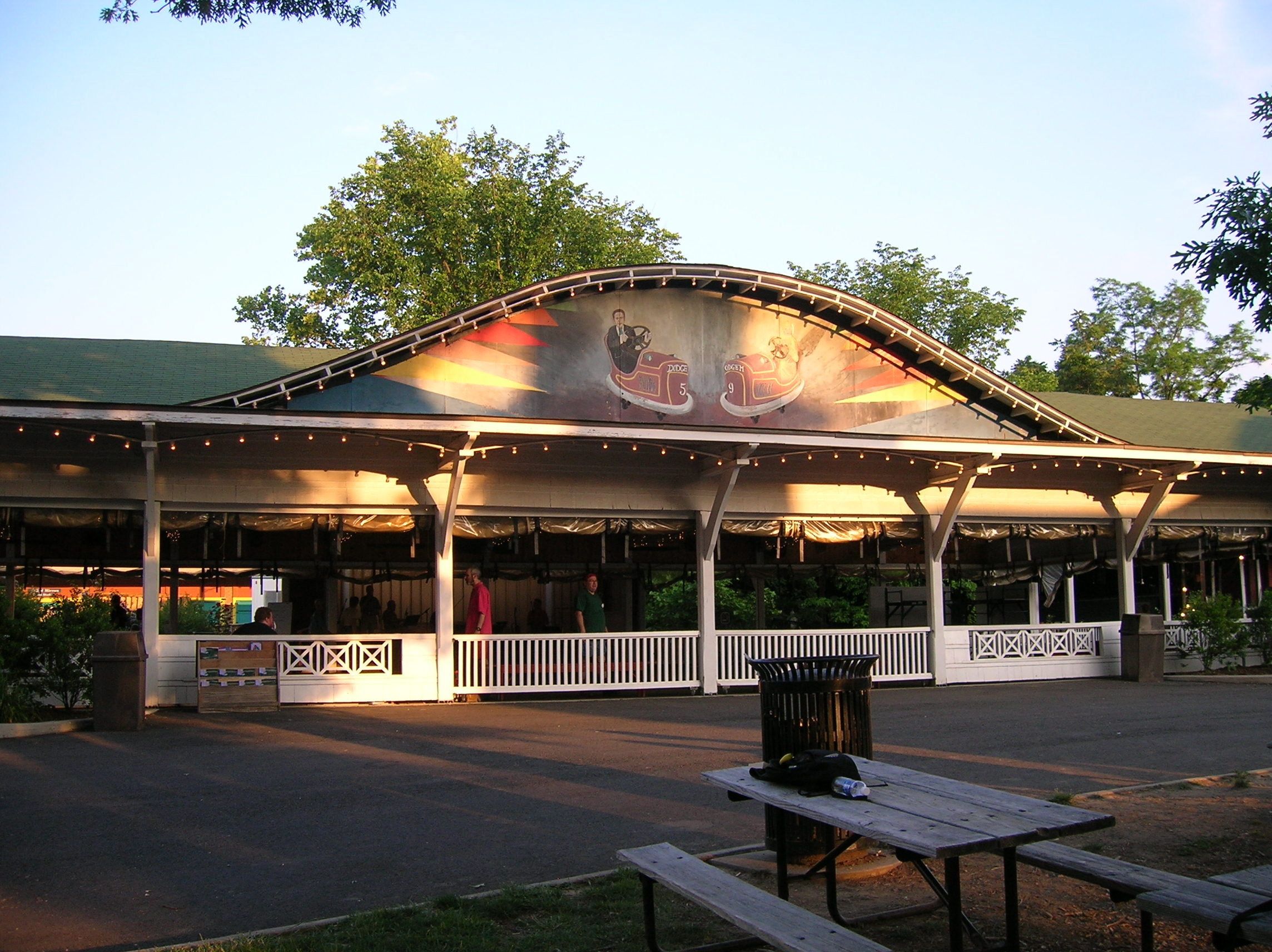
位於馬里蘭州的行列舞場地。

行列舞（Contra Dance）是指一對對舞伴所跳的幾種土風舞風格。「行列舞」一詞來自十八世紀中最流行的法國舞蹈。有些權威譬如牛津英語詞典陳述，該名源自英語鄉村舞蹈（Country Dance）的訛用。可是，其他卻持有相反觀點。無論怎樣，行列舞是美國傳統的民族舞蹈。

## 歷史
十七世紀末，英國鄉村舞蹈被法國人所接受，成為一種巴洛克式宮廷舞的混合舞藝。法國人稱之為「contra-dance」或「contredanse」。隨著時間推移，英國鄉村舞蹈在西方世界不斷推廣並且重新演繹。最終慢慢成了美國的民族舞蹈，特別是新英格蘭。在2005年，一如比利時、丹麥、英格蘭、捷克及澳洲，北美城市及地區都會定期舉行行列舞活動。

## 地區舞蹈活動
- 行列舞鏈結 （页面存档备份，存于）
- 歌舞劇中女舞者 （页面存档备份，存于）
- 行列舞資料庫 （页面存档备份，存于）